# IC 3032
IC 3032 ist eine elliptische Zwerggalaxie vom Hubble-Typ dE im Sternbild Jungfrau auf der Ekliptik. Sie ist schätzungsweise 51 Millionen Lichtjahre von der Milchstraße entfernt. Unter der Katalognummer VCC 33 wird sie als Mitglied des Virgo-Galaxienhaufens gelistet.
Das Objekt wurde am 7. Mai 1904 von dem US-amerikanischen Astronomen Royal Harwood Frost entdeckt.